# Auregnais
Auregnais (także: aoeur’gnaeux, aurignais) – wymarły etnolekt romański, określany jako odrębny język lub jako dialekt języka normandzkiego. Do lat 40. funkcjonował na wyspie Alderney (fr. Aurigny), jednej z wysp Normandzkich.
Przez wieki auregnais, blisko spokrewniony z językiem normandzkim oraz z dialektami sąsiednich wysp: dgèrnésiais (Guernsey), jèrriais (Jersey) i sercquiais (Sark), był językiem ludności wiejskiej na wyspie Alderney i pobliskich wysepkach Les Casquets. 
Auregnais zaczął być wypierany przez język angielski w XIX w., kiedy na wyspie osiedliło się wielu robotników z Anglii, zatrudnionych przy budowie nowego portu oraz wielu żołnierzy, mieszkających w garnizonie na wyspie. Brak oświaty i publikacji w auregnais spowodował, że już w 1880 dzieci przestały mówić tym dialektem.
Ostateczny zanik auregnais był spowodowany wysiedleniem całej ludności wyspy do Wielkiej Brytanii w czasie II wojny światowej. Wyspa została przekształcona przez Niemców w twierdzę. Po wojnie na wyspę powróciła tylko część dawnych mieszkańców; w większości zasiedlili ją Anglicy. To spowodowało, że w 1966 język francuski przestał być drugim, obok angielskiego, językiem urzędowym na wyspie.
Zachowało się bardzo niewiele tekstów pisanych w auregnais; przetrwał on głównie w nazwach miejscowości oraz w jednym zapożyczeniu w miejscowym języku angielskim: vraic (nawóz z wodorostów).

## Przykład tekstu wauregnais
L' Aoeur'gnaeux (âorgnais) 'tait la vieule laoungue Nourmaounde d'Aoeur'gny. Ch'té laoungue n'eüst pu. Les draïns craîgnouns à prêchyi en Aoeur'gnaeux, ch'tait d'vaount la prémyire dgeurre, et oupreû la draïne dgeurre, persounne tchi sount arvénuns en Aoeur'gny n'prêchaeiunt daouns leus viar laoungadge.
(Auregnais był dawnym normandzkim językiem z Alderney. Nie ma już tego języka. Ostatnie dzieci, mówiące auregnais, żyły przed I wojną, a od ostatniej wojny nikt z tych, którzy wrócili na Alderney, nie mówił w dawnym języku)